# Остров (Рогачёвский район)
Остров (бел. Востраў) — деревня в Поболовском сельсовете Рогачёвского района Гомельской области Беларуси.

## География

### Расположение
В 22 км на юго-запад от Рогачёва, 6 км от железнодорожной станции Красный Берег (на линии Бобруйск — Жлобин), 150 км от Гомеля.

### Гидрография
На реке Добосна (приток Днепра).

## Транспортная сеть
Транспортные связи на просёлочной, затем автомобильной дороге Бобруйск — Гомель. Планировка состоит из прямолинейной длинной улицы, близкой к меридиональной ориентации, к которой присоединяется переулок. Застройка двусторонняя, плотная, деревянная и кирпичная, усадебного типа. После аварии на Чернобыльской АЭС в деревне разместилась часть переселенцев из Кормянского района.

## История
Основана в начале XX века переселенцами из соседних деревень. В бою с польскими легионерами 30 ноября 1917 года около деревни погибли 19 красноармейцев (похоронены в братской могиле). В 1930 году организован колхоз «Полымя», работала кузница. Во время Великой Отечественной войны каратели в 1944 году сожгли 26 дворов и убили 2 жителей. В боях около деревни погибли 28 советских солдат (похоронены в братской могиле). На фронтах и в партизанской борьбе погибли 208 земляков, память о них увековечивает обелиск, установленный в 1961 году. 60 жителей погибли на фронте. Согласно переписи 1959 года центр колхоза «Красная Армия». Расположены завод сенной муки, Дом культуры, библиотека, детские ясли-сад, отделение связи.

## Население

### Численность
- 2004 год — 244 хозяйства, 717 жителей.

### Динамика
- 1925 год — 124 двора.
- 1959 год — 431 житель (согласно переписи).
- 2004 год — 244 хозяйства, 717 жителей.

## Культура
- Дом ремесла

## Известные уроженцы
- Я. М. Говорушко — белорусский писатель.